# Piotr Kołodziejczyk (ur. 1954)
Piotr Kołodziejczyk (ur. 24 grudnia 1954 w Poznaniu) – polski urzędnik państwowy i samorządowy, działacz opozycji w okresie PRL, w latach 1997–2001 podsekretarz stanu w Ministerstwie Pracy i Polityki Socjalnej, w latach 2010–2011 podsekretarz stanu w Ministerstwie Spraw Wewnętrznych i Administracji, w latach 2011–2012 podsekretarz stanu w Ministerstwie Administracji i Cyfryzacji.

## Życiorys
Ukończył w 1978 studia na Politechnice Poznańskiej. Do 1990 był zatrudniony w poznańskim Ośrodku Badawczo-Rozwojowym Pojazdów Szynowych.
W 1980 przystąpił do „Solidarności”, był jednym z założycieli związku w swoim miejscu pracy. Organizował jego struktury w przedsiębiorstwach na terenie województwa poznańskiego. Po pierwszym zjeździe delegatów został członkiem zarządu Regionu Wielkopolska. Po wprowadzeniu stanu wojennego kontynuował działalność w niejawnych strukturach związku, zajmował się kolportażem wydawnictw podziemnych, współpracował m.in. z „Obserwatorem Wielkopolskim”.
W 1982 został tymczasowo aresztowany, w procesie politycznym w 1983 skazano go na karę ośmiu miesięcy pozbawienia wolności. Po zwolnieniu m.in. konstruował urządzenia techniczne, w tym instalację nagłośnienia do emisji audycji Radia Solidarność dla osadzonych w miejskim areszcie śledczym.
W 1990 przegrał z Januszem Pałubickim w wyborach na przewodniczącego zarządu regionu związku. Przeszedł do działalności w administracji państwowej. Od tegoż roku do 1997 pełnił funkcję dyrektora Wojewódzkiego Urzędu Pracy w Poznaniu. Następnie do 2001 zajmował stanowisko podsekretarza stanu w Ministerstwie Pracy i Polityki Socjalnej.
W 2002 był prezesem zarządu jednej ze spółek powstałych z przekształceń spółki akcyjnej HCP. W 2003 został dyrektorem Wydziału Działalności Gospodarczej Urzędu Miasta Poznania. Od 2004 pracował jako sekretarz miasta Poznania. W 2009 uhonorowano go Nagrodą im. Marka Cara. 8 marca 2010 został podsekretarzem stanu w Ministerstwie Spraw Wewnętrznych i Administracji. Z dniem 23 listopada 2011 objął tożsame stanowisko w nowo utworzonym Ministerstwie Administracji i Cyfryzacji. 21 marca 2012 złożył dymisję z zajmowanego stanowiska. Kilka miesięcy później został dyrektorem II oddziału Zakładu Ubezpieczeń Społecznych w Poznaniu.